# 蒙特米莱托
蒙特米莱托（義大利語：Montemiletto），是意大利阿韦利诺省的一个市镇。总面积21平方公里，人口5462人，人口密度260.1人/平方公里（2009年）。ISTAT代码为064059。